# Nachrichtenfieber – Broadcast News
Nachrichtenfieber – Broadcast News (englischer Originaltitel: Broadcast News) ist eine US-amerikanische Filmkomödie aus dem Jahr 1987. Die Hauptrollen spielten William Hurt, Albert Brooks und Holly Hunter.

## Handlung
Am Anfang des Films werden der lernschwache Tom Grunick, der kluge Streber Aaron Altman und die hochintelligente Jane Craig als Kinder gezeigt. Tom ärgert sich, dass er immer nur für sein Äußeres gelobt wird und leidet unter seinen schlechten Noten. Jane ist altklug und verbessert ihren Vater hinsichtlich dessen Gebrauchs von Fremdwörtern. Aaron provoziert seine Mitschüler und wird daraufhin von diesen verprügelt.
Viele Jahre später arbeiten der Reporter Aaron Altman und die Produzentin Jane Craig in Washington, D.C. bei einem Nachrichtensender zusammen. Jane Craig ist eine selbstbewusste Perfektionistin und ein Arbeitstier, die es immer wieder schafft, ihre guten Beiträge für die Sendung buchstäblich erst in letzter Minute zusammenzuschneiden. Als sie einen Vortrag über Ethik in den Medien hält, verlässt das Publikum gelangweilt den Vorlesungssaal. Nur der smarte Fernsehmoderator Tom Grunick teilt ihr mit, dass er den Vortrag sehr geschätzt hat. Beide lernen sich kennen, und er gesteht ihr, dass er zwar ein erfolgreicher, aber kein guter Journalist sei.
Jane nimmt Tom mit auf ihr Hotelzimmer und versucht dort ungeschickt, ihn zu verführen. Als sie ihn wegen seiner Einstellung scharf kritisiert, verlässt Tom verärgert das Hotelzimmer, sagt ihr aber auch noch, dass sie mit allem Recht habe. Später ruft er sie an und verrät ihr, dass er von ihrem Sender eingestellt wurde und sie somit künftig zusammenarbeiten werden.
Der neu eingestellte Grunick hat aufgrund seines guten Aussehens und seines Ehrgeizes beruflichen Erfolg, obwohl er über relativ wenig Berufserfahrung verfügt. Mangelndes Fachwissen gleicht er durch ein selbstsicheres Auftreten und eine starke Bildschirmpräsenz aus. Tom produziert einen Bericht über weibliche Vergewaltigungsopfer, bei dem er als Interviewer weint und damit großes Lob erntet. Jane ist ebenfalls von dieser Reportage gerührt.
Grunicks Ansehen bei seiner Kollegin Craig steigt rapide, als er kurzfristig die Moderation einer Sondersendung über einen Konflikt zwischen den USA und Gaddafis Libyen übernehmen muss. Dabei gibt ihm Jane über das Ohrmikrofon ständig die passenden Stichworte, die zum Teil von ihrem Freund Altman kommen. Altman, der in Jane verliebt ist, leidet unter diesem Erfolg Toms. Einerseits hätte er als Experte für Libyen und Militärpolitik die Sendung leiten sollen, andererseits sieht er in Tom einen Konkurrenten, was Jane betrifft.
Als die attraktive Kollegin Jennifer Mack dann Jane um Erlaubnis bittet, sich an Tom heranmachen zu dürfen, willigt Jane nach einigem Zögern ein. Kurz darauf hat Tom eine Affäre mit der oberflächlichen Jennifer, was Jane verletzt. Der Sender ist gezwungen zu sparen und kündigt an einige Mitarbeiter – darunter Altman – zu entlassen. Dieser bekommt jedoch eine letzte Chance und darf als Nachrichtensprecher die Sonntagabend-Sendung moderieren. Tom versucht ihm zu helfen und bringt ihm die Grundregeln der Bildschirmpräsenz bei. Während der Aufzeichnung erlebt Aaron allerdings einen so extremen Schweißausbruch, dass er feststellt als Moderator ungeeignet zu sein. Zudem verrät Jane ihm, dass sie in Tom verliebt ist. Altman ist am Boden zerstört. Er bezeichnet Tom als "Teufel", weil er das Niveau der Nachrichtensendungen senke und gesteht Jane wiederum, dass er sie liebt.
Dann der Schock: Zahlreiche Mitarbeiter des Senders werden entlassen, um Kosten zu sparen. Craig wird Chefredakteurin des Washingtoner Studios, Grunick wird nach London versetzt, was senderintern als eine Beförderung angesehen wird. Auch Altman, dessen Gehalt als akzeptabel eingestuft wird, darf bleiben. Allerdings kündigt er dann (wohl auch wegen seines "unmöglichen" eifersüchtigen Benehmens) und nimmt eine Stelle in Portland an.
Grunick hat noch eine Woche bis zum Abflug nach London und will diese Zeit mit Craig in der Karibik verbringen. Sie willigt zuerst ein, dann erzählt ihr Altman jedoch, dass Grunick die während des viel beachteten Interviews mit der vergewaltigten Frau gezeigten Emotionen erst später nachspielte. Weil das gegen ihre ethischen Prinzipien verstößt, macht sie Grunick auf dem Flughafen heftige Vorwürfe und lässt ihn schließlich alleine abfliegen.
Sieben Jahre später: Grunick ist verlobt und Chefmoderator des Senders. Er will Craig, die seit drei Monaten liiert ist, als Chefredakteurin des ganzen Senders in die Zentrale nach New York City holen. Bei einem Treffen im Park ist auch Altman mit seinem kleinen Sohn dabei. Altman macht eine ironische Bemerkung über Grunicks hervorragende Karriere, der diese allerdings gelassen hinnimmt. Als er Jane fragt, ob er ihr seine neue Verlobte vorstellen darf, lehnt sie ab.

## Kritiken
- Roger Ebert schrieb in der Chicago Sun-Times vom 16. Dezember 1987, der Film würde die Hintergründe der Produktion von Fernsehnachrichten besser zeigen als je ein Film zuvor. Er lobte die Leinwandpräsenz von William Hurt, der jedoch nicht immer authentisch wirken würde.[1]
- Lexikon des internationalen Films: Eine hintergründige Komödie über die Vermarktbarkeit von Nachrichten und die Degeneration des Fernsehjournalismus. Stilsicher in der Verquickung von spielerischer Leichtigkeit und ernsthaftem Sinn für die Realität des Fernseh-Alltags. Sehenswert.[2]

## Auszeichnungen
Oscarverleihung 1988
- William Hurt (Bester Hauptdarsteller) – Nominierung
- Holly Hunter (Beste Hauptdarstellerin) – Nominierung
- Albert Brooks (Bester Nebendarsteller) – Nominierung
- James L. Brooks (Bester Film) – Nominierung
- James L. Brooks (Bestes Originaldrehbuch) – Nominierung
- Michael Ballhaus (Kamera) – Nominierung
- Richard Marks (Schnitt) – Nominierung

Golden Globe Awards 1988
- William Hurt – Nominierung
- Holly Hunter – Nominierung
- James L. Brooks (Beste Regie) – Nominierung
- James L. Brooks (Bestes Drehbuch) – Nominierung
- Beste Komödie – Nominierung

New York Film Critics Circle Award 1987
- Jack Nicholson (Bester Hauptdarsteller) zusammen mit seiner Leistung in Die Hexen von Eastwick, Wolfsmilch
- Holly Hunter (Beste Hauptdarstellerin)
- James L. Brooks (Bester Film)
- James L. Brooks (Beste Regie)
- James L. Brooks (Bestes Originaldrehbuch)

Boston Society of Film Critics Award
- Holly Hunter (Beste Hauptdarstellerin)
- Albert Brooks (Bester Hauptdarsteller)
- James L. Brooks (Bestes Originaldrehbuch)

Weitere Auszeichnungen
Holly Hunter gewann außerdem 1987 den National Board of Review Award, den Los Angeles Film Critics Association Award und im Jahr 1988 den Silbernen Bären.
James L. Brooks wurde 1988 für den Writers Guild of America Award (bestes Originaldrehbuch) und 1987 für den Directors Guild of America Award (Best Feature Film) nominiert.
Der Film wurde 2018 in die National Film Registry aufgenommen.

## Sonstiges
- Die weibliche Hauptrolle sollte von Debra Winger gespielt werden, die wegen ihrer Schwangerschaft jedoch ablehnen musste[5].
- Joans Bruder, der bekannte Darsteller John Cusack, spielt eine Nebenrolle